# على إيقاع الأنتونوف
على إيقاع الأنتونوف (بالإنجليزية: Beats of the Antonov)‏، هُو فيلم وثائقي سوداني-جنوب أفريقي صدر سنة 2014، أخرجه المُخرج الجنوب سوداني حجوج كوكا وأنتجه هذا الأخير رُفقة Steven Markovitz. يُوثق الفيلم جانبا من أحداث النزاع المُسلح في ولاية النيل الأزرق وجبال النوبة.

## وصلات خارجية
- على إيقاع الأنتونوف على موقع IMDb (الإنجليزية)
- على إيقاع الأنتونوف على موقع روتن توميتوز (الإنجليزية)
- على إيقاع الأنتونوف على موقع قاعدة بيانات الأفلام العربية
- على إيقاع الأنتونوف على موقع أول موفي (الإنجليزية)
- على إيقاع الأنتونوف على موقع فيلمافينيتي (الإسبانية)
- على إيقاع الأنتونوف على موقع قاعدة بيانات الفيلم (الإنجليزية)
- على إيقاع الأنتونوف على موقع ليتربوكسد (الإنجليزية)
- على إيقاع الأنتونوف على موقع كينوبويسك (الروسية)